# Lucchese 1905
La Lucchese 1905 es un club de fútbol de Italia, con sede en Lucca, Toscana. Fue fundado en 1905 y refundado en varias oportunidades, la última de las cuales en 2019. Compite en la Serie C, tercera categoría del fútbol italiano.

## Historia
Fue fundado en 1905 como Lucca Football Club. Tras el fracaso de 2011, el club ha renacido como F.C. Lucca (más tarde renombrado club de F.C. Lucchese 1905). En 2013 asumió el nombre Associazione Sportiva Lucchese Libertas 1905. En el campeonato 2013-14 de Serie D ganó su grupo y fue promovido en tercera división.
En julio de 2019, al no iscribirse en el torneo de Serie C 2019-20, fue fundada una nueva entidad, la S.S.D. Lucchese 1905, que tuvo que empezar de la Serie D.

## Palmarés

### Títulos nacionales
- Serie B (2): 1935-36, 1946-47 (Grupo B)

### Títulos interregionales
- Prima Divisione (2): 1929-30 (Grupo A), 1933-34 (Grupo C)
- Serie C (1): 1960-61 (Grupo B)
- Copa Italia de la Serie C (1): 1989-90
- Serie C2 (1): 1985-86 (Grupo A)
- Lega Pro Seconda Divisione (1): 2009-10 (Grupo B)
- Supercopa de la Lega Seconda Divisione (1): 2010
- Serie D (4): 1968-69 (Grupo E), 2008-09 (Grupo E), 2013-14 (Grupo D), 2019-20 (Grupo A)

### Títulos regionales
- Eccellenza Toscana (1): 2011-12 (Grupo A)